# Districte d'Alès

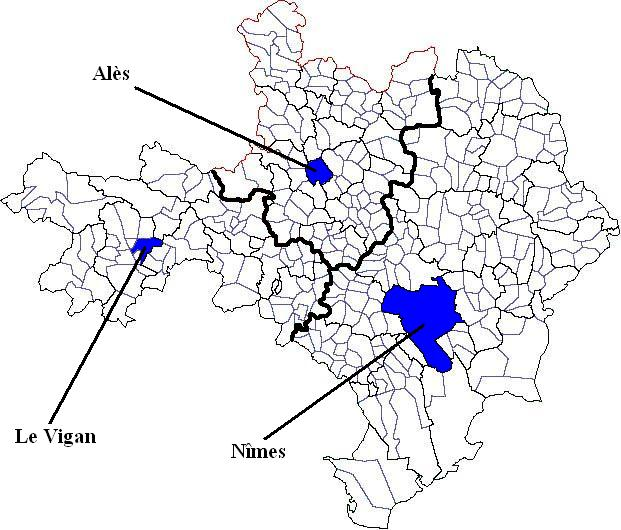
Els tres districtes del Gard

El Districte d'Alès és un dels tres districtes del departament francès del Gard, a la regió d'Occitània. Té 12 cantons i 101 municipis i el cap és la sotsprefectura d'Alès.

## Cantons
- cantó d'Alès-Nord-Est
- cantó d'Alès-Ouest
- cantó d'Alès-Sud-Est
- cantó d'Andusa
- cantó de Barjac
- cantó de Bessèges
- cantó de Ginolhac
- cantó de La Grand Comba
- cantó de Ledinhan
- cantó de Sant Ambruèis
- cantó de Sant Joan del Gard
- cantó de Vesenòbre